# Bromure de méthyltriphénylphosphonium
Le bromure de méthyltriphénylphosphonium est un composé organophosphoré de formule chimique [(C6H5)3PCH3]Br. Il s'agit d'un sel de bromure Br− et du phosphonium (C6H5)3PCH3+. Il se présente sous la forme d'un solide blanc soluble dans les solvants polaires.
On peut le produire en traitant de la triphénylphosphine P(C6H5)3 avec du bromométhane CH3Br :
Ph3P + CH3Br ⟶ Ph3PCH3Br.
Le bromure de méthyltriphénylphosphonium est le précurseur principal du méthylènetriphénylphosphorane (C6H5)3P=CH2, réactif de méthylénation couramment employé dans les réactions de Wittig ; cette conversion est réalisée à l'aide d'une base forte, comme le n-butyllithium :
Ph3PCH3Br + BuLi ⟶ Ph3PCH2 + LiBr + BuH.